# Hafen von Charleroi

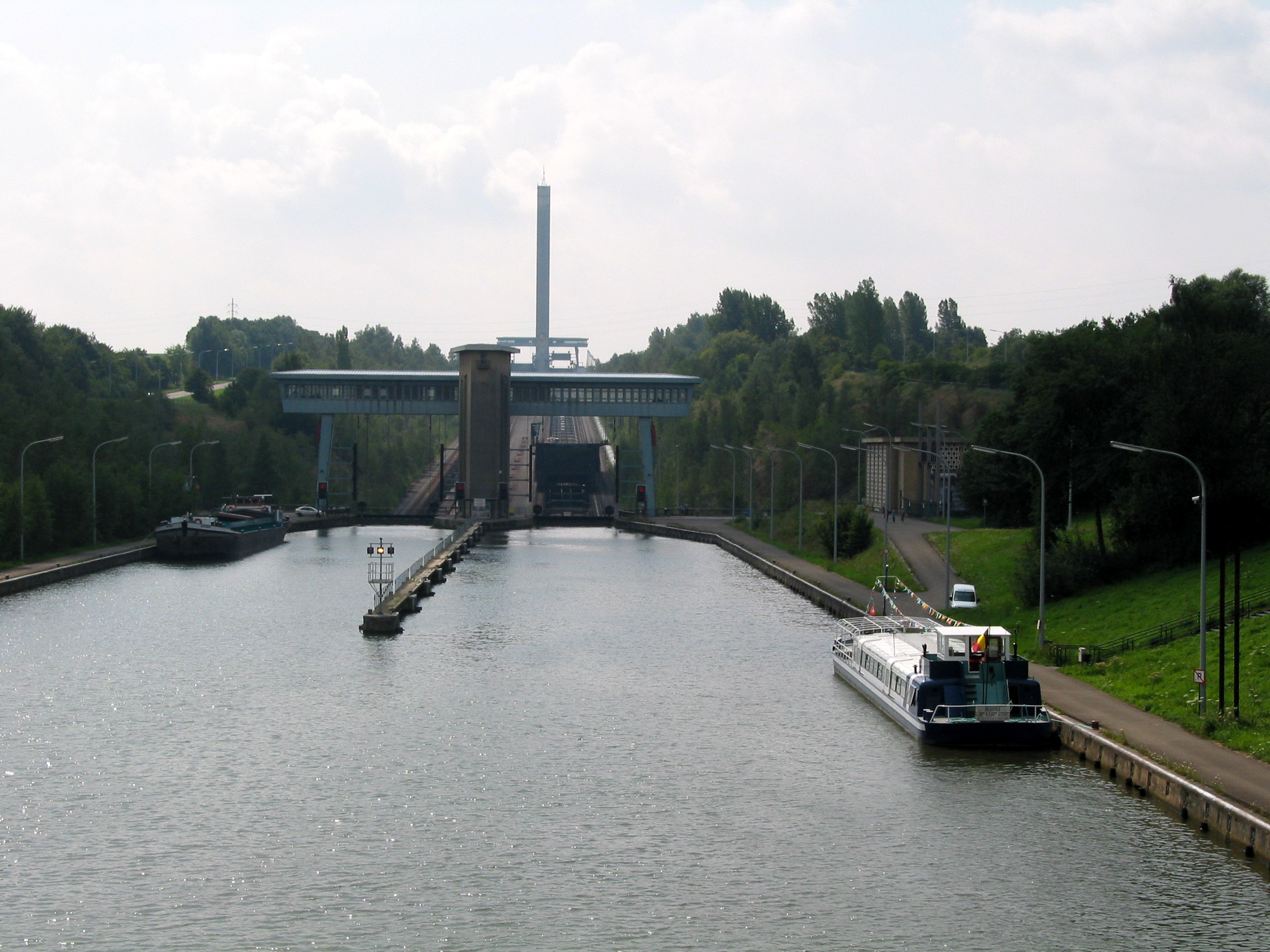
Der Kanal Canal Charleroi-Brüssel und das Schiffshebewerk Ronquières

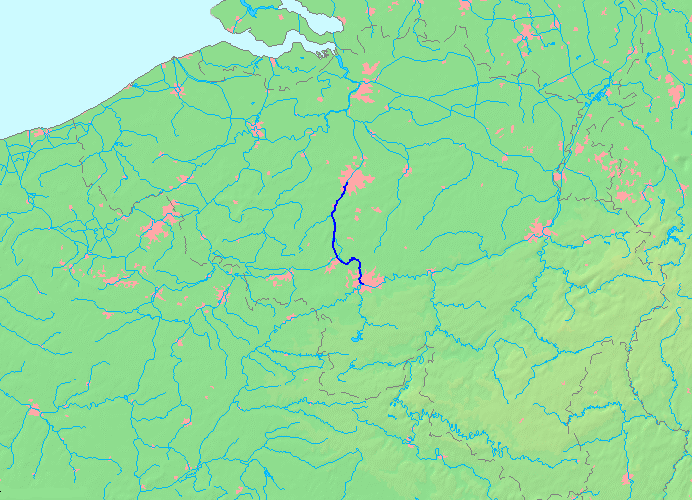
Lage des Kanals Canal Charleroi-Brüssel

Der Hafen von Charleroi (fr. Port Autonome de Charleroi, PAC) ist ein Binnenhafen Belgiens. 
Der 1971 gegründete Hafen breitet sich auf 460 ha 30 km entlang der Sambre und des Canal Charleroi–Brüssel aus. Über diesen Kanal ist der Hafen an das flämische Wasserstraßennetz angeschlossen.
Der wasserseitige Umschlag des Hafens erreichte 1974 1 Million Tonnen, nahm dann aber bis 1992 stetig ab. 1992 wurden etwa 0,45 Millionen Tonnen wasserseitig umgeschlagen. Von 1992 bis 2001 stieg der Umschlag bis auf etwa 2,5 Millionen Tonnen. Dort hat der Umschlag sich seither eingependelt.
2006 wurden im Hafen von Charleroi 2,735 Millionen Tonnen wasserseitig umgeschlagen. Der Gesamtumschlag inklusiv Lkw und Bahn, der seit der Gründung stetig stieg, betrug 2006 etwa 7 Millionen Tonnen. Mineralien und Baustoffe (39 %), feste Brennstoffe (24 %) und metallurgische Produkte (20 %) stellen den Großteil des Umschlags.